# Бос, Кейси
Ке́йси Бос (англ. Kasey Bos; род. 8 мая 2004) — австралийский футболист, защитник клуба «Майнц 05».
Старший брат Кейси — Джордан тоже профессиональный футболист.

## Клубная карьера
Бос — воспитанник клубов «Поинт Кук», «Мельбурн Сити» и «Мельбурн Виктори». 17 июля 2023 года в поединке Кубка Австралии против «Ньюкасл Юнайтед Джетс» игрок дебютировал за основной состав последних. 25 февраля 2024 года в матче против «Сентрал Кост Маринерс» он дебютировал в А-Лиге. 14 сентября в поединке Кубка Австралии против «Моретон Сити Эксельсиор» Кейси забил свой первый гол за Мельбурн Сити.
Летом 2025 года Бос перешёл в немецкий «Майнц 05», подписав контракт на четыре года.